# Liste du patrimoine immobilier classé de Stoumont
Cette page regroupe l'ensemble du patrimoine immobilier classé de la ville belge de Stoumont.
| Objet | Année de construction / Architecte | Adresse             | Section communale | Coordonnées                      | Numéro d’inventaire | Illustration |
| --- | ---------------------------------- | ------------------- | ----------------- | -------------------------------- | ------------------- | --- |
| Ferme, Village, n°49 |                                    | Villag, n°49        | Stoumont          | 50° 24′ 27″ nord, 5° 48′ 18″ est | 63075-CLT-0001-01   | Image manquanteTéléverser |
| Ferme, Village, n°58 |                                    | Village n°58        | Stoumont          | 50° 24′ 31″ nord, 5° 48′ 24″ est | 63075-CLT-0002-01   | Image manquanteTéléverser |
| Chapelle Sainte-Anne, route d'Amblève (M) et ensemble formé par cette chapelle et ses abords (S) |                                    | Route d'Amblève     | Stoumont          | 50° 24′ 38″ nord, 5° 49′ 44″ est | 63075-CLT-0003-01   | Chapelle Sainte-Anne, route d'Amblève (M) et ensemble formé par cette chapelle et ses abords (S) |
| Fagne de Pansîre |                                    |                     | Stoumont          | 50° 25′ 55″ nord, 5° 48′ 10″ est | 63075-CLT-0004-01   | Image manquanteTéléverser |
| Maison (façades et toitures) sise au hameau du Monceau, n°s 1 et 2. |                                    | Monceau n°s 1 en 2  | La Gleize         | 50° 23′ 34″ nord, 5° 49′ 16″ est | 63075-CLT-0005-01   | Image manquanteTéléverser |
| Chapelle Saint-Gilles et les hêtres qui l'entourent |                                    | Chauveheid          | Chevron           | 50° 22′ 28″ nord, 5° 44′ 24″ est | 63075-CLT-0006-01   | Chapelle Saint-Gilles et les hêtres qui l'entourent |
| Extension de classement du site formé par la chapelle Saint-Gilles et les hêtres qui l'entourent au lieu-dit Le Caty |                                    | Chauveheid          | Chevron           | 50° 22′ 29″ nord, 5° 44′ 24″ est | 63075-CLT-0008-01   | Extension de classement du site formé par la chapelle Saint-Gilles et les hêtres qui l'entourent au lieu-dit Le Caty |
| Ferme, n°17 à Borgoumont |                                    | n°17, Borgoumont    | La Gleize         | 50° 25′ 26″ nord, 5° 51′ 37″ est | 63075-CLT-0011-01   | Image manquanteTéléverser |
| Ferme, n°15 à Borgoumont |                                    | n°15, Borgoumont    | La Gleize         | 50° 25′ 27″ nord, 5° 51′ 36″ est | 63075-CLT-0012-01   | Image manquanteTéléverser |
| Ferme, n°13 à Cheneux |                                    | n°13, Cheneux       | La Gleize         | 50° 23′ 43″ nord, 5° 48′ 59″ est | 63075-CLT-0013-01   | Image manquanteTéléverser |
| Ensemble formé par l'église Saint-Georges de Lorcé et ses abords |                                    |                     | Lorcé             | 50° 25′ 03″ nord, 5° 43′ 59″ est | 63075-CLT-0015-01   | Ensemble formé par l'église Saint-Georges de Lorcé et ses abords |
| Ensemble formé par le Moulin Mignolet, n° 85 et son cadre paysager |                                    | n° 85               | Lorcé             | 50° 24′ 49″ nord, 5° 44′ 44″ est | 63075-CLT-0016-01   | Ensemble formé par le Moulin Mignolet, n° 85 et son cadre paysager |
| Ensemble formé par l'église Saint-Paul et l'ancien cimetière |                                    |                     | Rahier            | 50° 23′ 09″ nord, 5° 46′ 40″ est | 63075-CLT-0017-01   | Ensemble formé par l'église Saint-Paul et l'ancien cimetière |
| L'église Saint-Paul de Rahier |                                    |                     | Rahier            | 50° 23′ 09″ nord, 5° 46′ 42″ est | 63075-CLT-0018-01   | L'église Saint-Paul de Rahier |
| Genevrière à Cour |                                    |                     | La Gleize         | 50° 26′ 34″ nord, 5° 52′ 01″ est | 63075-CLT-0020-01   | Image manquanteTéléverser |
| Mur du cimetière entourant l'église Saint-Paul déjà classée et les vestiges de la maison forte (M) ainsi que l'ensemble formé par l'église et le cimetière (dont les abords immédiats sont déjà classés comme site), la maison-forte et leurs abords (S)    |                                    |                     | Rahier            | 50° 23′ 10″ nord, 5° 46′ 45″ est | 63075-CLT-0021-01   | Mur du cimetière de l'église Saint-Paul |
| Ensemble formé par le château de Froidcourt, route d'Amblève, n°8 et ses abords |                                    | Route d'Amblève n°8 | Stoumont          | 50° 24′ 24″ nord, 5° 48′ 58″ est | 63075-CLT-0022-01   | Ensemble formé par le château de Froidcourt, route d'Amblève, n°8 et ses abords |
| Ferme (façades et toitures), n°66 à Chession (M) et ensemble formé par la ferme, la fontaine et le vallon du ruisseau du bois Mathy (S). |                                    | n°66, Chession      | Lorcé             | 50° 24′ 26″ nord, 5° 45′ 09″ est | 63075-CLT-0023-01   | Image manquanteTéléverser |
| Fermette d'Exbomont : maison (façades, pignons et toiture), n°46 à Exbomont |                                    | n°46, Exbomont      | La Gleize         | 50° 25′ 23″ nord, 5° 53′ 58″ est | 63075-CLT-0024-01   | Image manquanteTéléverser |
| Façades de la ferme de Martinville, ferme en colombage du XVIe siècle et de son extension du XIXe siècle ainsi que sa couverture en cherbains et cwerbas couvrant le tout sise au lieu-dit Martinville n°20 (M) Etablissement d'une zone de protection (ZP) |                                    | Martinville, n°. 20 | Rahier            | 50° 23′ 17″ nord, 5° 47′ 10″ est | 63075-CLT-0026-01   | Façades de la ferme de Martinville, ferme en colombage du XVIe siècle et de son extension du XIXe siècle ainsi que sa couverture en cherbains et cwerbas couvrant le tout sise au lieu-dit Martinville n°20 (M) Etablissement d'une zone de protection (ZP) |
| Terrains formant extension du site classé des Fonds de Quarreux à Stoumont et Aywaille (+ AYWAILLE/Aywaille et Sougné-Remouchamps, Quareux) |                                    |                     | Stoumont, Lorcé   | 50° 25′ 50″ nord, 5° 43′ 40″ est | 63075-CLT-0027-01   | Image manquanteTéléverser |
| Les terrains formant extension du site classé des Fonds de Quarreux à Stoumont et Aywaille (+ AYWAILLE/Aywaille et Sougné-Remouchamps, Quareux) |                                    |                     | Stoumont, Lorcé   | 50° 25′ 50″ nord, 5° 43′ 40″ est | 63075-PEX-0001-01   | Image manquanteTéléverser |